# NGC 4714
NGC 4714 (другие обозначения — MCG -2-33-18, PGC 43442) — линзообразная галактика со слабо выраженной перемычкой и неполным внутренним кольцом (морфологический тип по Вокулёру SAB(rs)0−). Находится в созвездии Во́рона. Открыта Уильямом Гершелем в 1786 году.
Этот объект входит в число перечисленных в оригинальной редакции «Нового общего каталога».
На фотографиях DSS видна линзообразная галактика с ярким вытянутым ядром в более тусклой внешней оболочке. При визуальном наблюдении в любительский телескоп она выглядит относительно яркой, напоминает овальный диск, ориентированный с северо-северо-запада на юго-юго-восток, довольно хорошо очерченный по краям, становится более ярким к ядру, которое не является звездообразным. Радиальная скорость: 4174 км/с. Расстояние: 186 млн световых лет. Диаметр: 103 тыс. световых лет.